# پروومایسکی (شهرستان رومانوفسکی، سرزمین آلتای)
پروومایسکی (به لاتین: Pervomaysky) یک منطقهٔ مسکونی در روسیه است که در سرزمین آلتای واقع شده‌است.